# Migros Museum für Gegenwartskunst

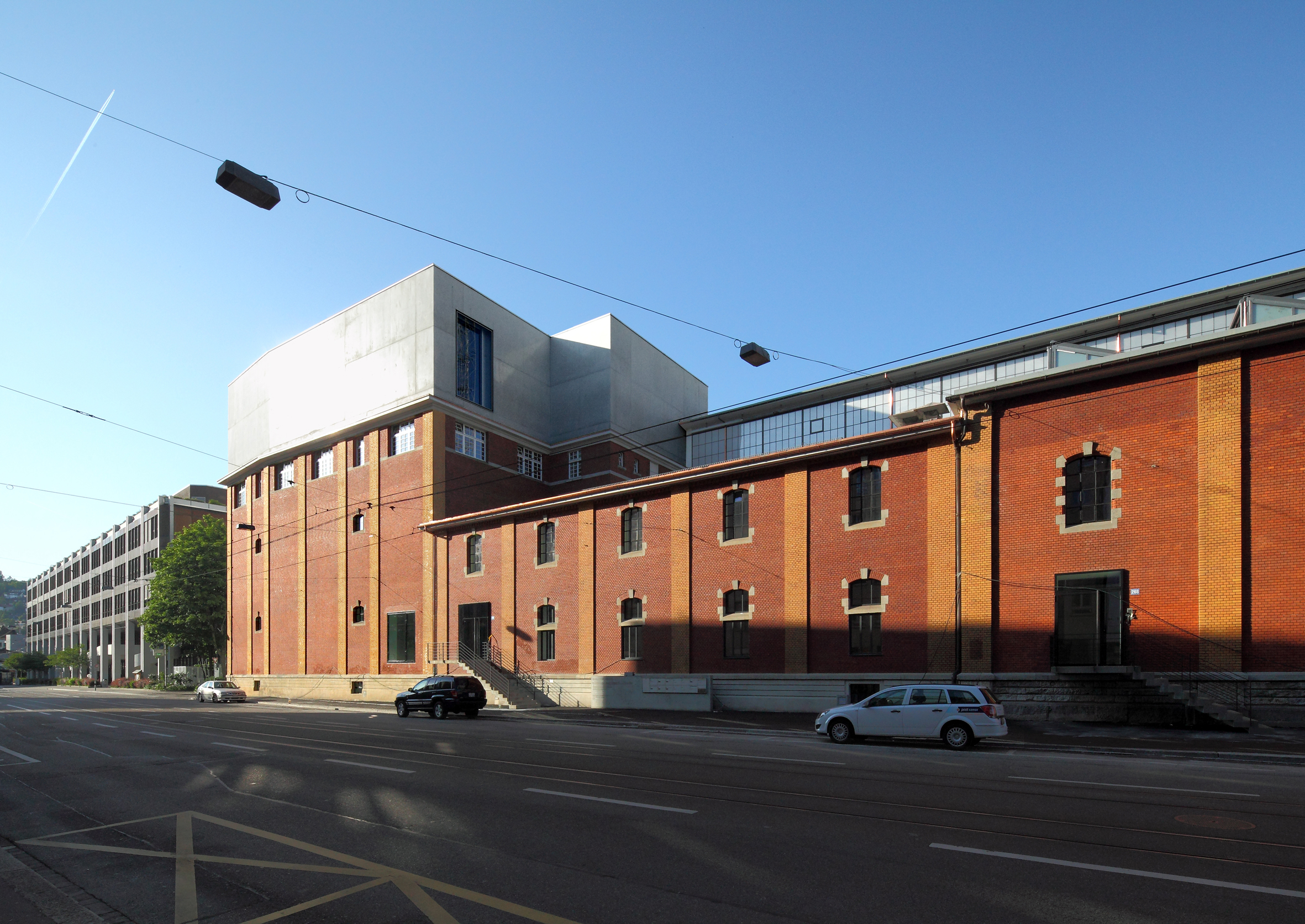
Löwenbräu-Areal nach dem Umbau, hier verfügt das Museum über zwei Etagen in einem Teil des Gebäudes (Foto: 2012)

Das Migros Museum für Gegenwartskunst in Zürich beschäftigt sich mit dem Ausstellen, Sammeln und Vermitteln internationaler zeitgenössischer Kunst. Es präsentiert auf zwei Ebenen wechselnde Einzel- und Gruppenausstellungen sowie Werke aus der eigenen Sammlung. Das Museum befindet sich auf dem denkmalgeschützten und umgebauten Löwenbräu-Areal in der Limmatstrasse 270.
Das Museum wird aus Geldern des Migros-Genossenschafts-Bundes über das Migros-Kulturprozent finanziert.

## Geschichte, Sammlungs- und Ausstellungskonzept
Vorläufer des Museums war die Halle für internationale Kunst, ein Industriebau, der von 1978 bis 1981 die Migros-Sammlung beherbergte und ausstellte. Nach dem Abriss des Industriegebäudes ging die Tätigkeit an wechselnden Orten weiter. 1984 gab es eine Ausstellung im Kunsthaus Zürich, 1986 im Musée Rath, Genf und 1994 im Museo Cantonale d'Arte, Lugano. Am 4. Mai 1996 wurde dann das heutige Museum für Gegenwartskunst gegründet, das auf dem Löwenbräu-Areal untergebracht ist, das vor seinem Umbau eine Ausstellungsfläche von etwa 1300 m² aufwies und jährlich drei bis vier Wechsel- und Sonderausstellungen veranstalten sollte. Anfang der 2000er Jahre schrieb die Kunsthistorikerin Claudia Hunziker-Keller, dass die Migros versuchte, eine zu enge Verbindung mit einem Kunstsponsoring zu vermeiden. Man sehe das Unternehmen eher als Mäzen und will reines Sponsoring davon trennen. So sollte das zunächst so genannte Museum für Gegenwartskunst nach aussen «völlig unabhängig von seinem Geldgeber erscheinen» (ehemaliger Direktor Rein Wolfs in einem Interview). Die Umbenennung des Museums in Migros-Museum für Gegenwartskunst sei von der Migros nicht beabsichtigt gewesen, sondern nur eine «Anpassung an den allgemeinen Sprachgebrauch».
Die Sammlung des Migros Museum für Gegenwartskunst verdankt ihr Bestehen der Förderung des Unternehmers Gottlieb Duttweiler, dem Gründer des Schweizer Detailhändlers Migros, der 1957 auf Empfehlung seines Beraters Hermann Gattinger begann, Kunstwerke Schweizer Künstler anzukaufen, die zunächst auch zur Dekoration der Migros-Büros dienten. Die über Jahre gewachsene Sammlung geht weit über die anfängliche Bedeutung der als Förderung von lokalen und nationalen Künstlern gedachten Unternehmenssammlung hinaus. Sie ist als museale Sammlung insbesondere durch die Wechselwirkung und Verschränkung der Sammlungs- und Ausstellungstätigkeit geprägt, die seit 1996 betrieben wird. In diesem Jahr wurde das Migros Museum für Gegenwartskunst gegründet. Die programmatische Ausrichtung zeichnet sich durch eine Geschwindigkeit und Flexibilität in der Beschäftigung mit neuen Positionen aus, die damals noch primär den Kunsthallen und Kunstvereinen vorbehalten war. Das Museum setzt auf Produktionen in enger Zusammenarbeit mit den Künstlern und nicht auf bereits Bewährtes. Die Ausstellungs- und Sammlungspraxis sind eng verwoben und funktionieren nach dem Prinzip eines Reissverschlusses: Aus den Ausstellungen resultiert ein grosser Teil der Sammlungsankäufe. Nebst dieser bezeichnenden Verbindung ist die Sammlung durch unterschiedliche Handschriften und Interessen der jeweiligen Sammlungsverantwortlichen beziehungsweise Museumsleitungen geprägt. Während sich die Ankäufe in den 1970er Jahren auf Minimal Art, deutsche Malerei und Schweizer Positionen konzentrierten, wurde der Schwerpunkt in den letzten zwei Jahrzehnten auf internationale zeitgenössische Kunst gesetzt.
Das Museum möchte in seinen Ausstellungen mit den Schwerpunkten Installation, Performance und gesellschaftspolitischem Diskurs eine nachhaltige Kunstvermittlung erreichen. Besonderer Wert wird sowohl auf die räumliche und körperliche, als auch auf die intellektuelle Erfahrung der ausgestellten Kunst gelegt. Das Museum strebt nach eigener Darstellung eine «erlebnisbasierte Kunstvermittlung» und damit eine «Verbindung zwischen Kunst und dem persönlichen Lebensalltag» der Besucher an.
Der Gründungsdirektor Rein Wolfs war von 1996 bis 2001 am Museum tätig. 2001 bis 2023 war Heike Munder Direktorin des Museums. Seit Dezember 2023 wird das Museum durch ein Leitungskollektiv geführt: Tasnim Baghdadi, Michael Birchall, Patrick Ilg, Catherine Reymond und Nadia Schneider Willen. 2025 verliess Michael Birchall die kollektive Leitung, Yasmin Naderi Afschar stiess neu dazu.

## In der Sammlung vertretene Künstler
Die folgende Aufzählung nennt eine Auswahl von Künstlern und ihren Arbeiten (Stand 2008):
- Maurizio Cattelan: If a tree falls in the forest and there is no one around it, does it make a sound? (1998, ausgestopfter Esel, dem ein Fernsehgerät auf dem Rücken befestigt ist) und La rivoluzione siamo noi (2000, Wachsfigur, bekleidet mit einem Filzanzug, an eine Garderobe gehängt)
- Spartacus Chetwynd: The fall of a man, a puppet extravaganza (2006, variable Rauminstallation mit verschiedenen Materialien) und Walk to Dover (2005/07, Videoprojektion)
- Christoph Büchel: Minus (2002, Rauminstallation mit Konzertequipment, Lichtanlage, konzertspezifischer Müll), An oval office tour with President George W. Bush (2003, Video) und AKE 0453 PE (2006, Rauminstallation)
- Esther Eppstein: message salon Wohnwagen (1998–2000), Fotoskulptur message salon/Perla-Mode (2006–2013)
- Urs Fischer: Leiter (1997, Aluleiter, Acrylfarbe und Scheinwerfer), Frozen (1998, Rauminstallation, bestehend aus Holztisch, Stühlen, Dispersionsfarbe, Kerzen, Ästen, Wolle, Glas, Papier und Keramik), More sweet feelings worries and other stuff, (1998/99, Wandobjekt aus Tusche, Bleistift, Kunstharz, Filzstift, Sprühfarbe, Klebeband, Papier, Karton, Holz) und Glaskatzensex-transparent tale (2000, Rauminstallation, Holz, Spanplatten, Acrylglaskästen, Silikon, Acrylfaren, Filzstift und Scheinwerfer)
- Von Douglas Gordon gibt es neun Werke in der Migros-Sammlung. darunter fünf Videoprojektionen, ein Wandtext mit dem Titel Instruction. Number 3A (1993), die Rauminstallation Reading room (1996), ein Farbfoto Tattoo (for reflection) (1997) und eine Klang-Rauminstallation What you want me to say (1998, Plattenspieler mit drei Verstärkern, 12 Boxen Verkabelung, Schallplatte und Splitter)
- Rachel Harrison: Trees for the forest (2007, variable Rauminstallation aus unterschiedlich grossen Kuben, die aus verschiedenen Materialien hergestellt sind)
- Mark Leckey: Zwei Videoprojektionen: The march of the big white barbarians (2006) und Parade (2003)
- Rirkrit Tiravanija: Ohne Titel (Bon voyage Monsieur Ackermann) (1995, Rauminstallation und Drei-Kanal-Videoprojektion, umgebauter PKW Opel Commodore GS, der eine Bordküche im Kofferraum aufweist, drei Videokameras und drei Monitore mit Eisengestell) und Ohne Titel, 2000 (Papagei Nr. 1) (2000, ausgestopfter Papagei im Käfig, Holz)
- Christoph Schlingensief: Kaprow City (2006/07, Rauminstallation aus verschiedenen Materialien)

In der Sammlung enthalten sind auch zahlreiche Werke der Vorläufer dieser Künstler. Darunter Marc Camille Chaimowicz, Stephen Willats, Katharina Sieverding und Paul Thek. Installationskunst sowie Arbeiten, die sich mit Raumkonstruktionen, Performance oder gesellschaftspolitischen Fragen auseinandersetzen, nehmen im Migros Museum für Gegenwartskunst einen besonderen Stellenwert ein. Die Sammlung vergrösserte sich stetig unter der Museumsleitern Urs Raussmüller 1976–1985, Jacqueline Burckhardt 1986–1990, Rein Wolfs 1991–2001 und seit 2001 unter der Leitung von Heike Munder.